# 5391 Emmons
Az 5391 Emmons (ideiglenes jelöléssel 1985 RE2) a Naprendszer kisbolygóövében található aszteroida. Eleanor F. Helin fedezte fel 1985. szeptember 13-án.